# Friedrich Ahlfeld
Friedrich Ahlfeld (Marburgo, 6 ottobre 1892 – Cochabamba, 9 gennaio 1982) è stato un alpinista, geologo ingegnere tedesco, naturalizzato boliviano, è considerato il padre della geologia boliviana.

## Biografia
Friedrich Ahlfeld era figlio del ginecologo Johann Friedrich Ahlfeld e di Elisabeth Vollmer, figlia del pittore di Amburgo Adolph Friedrich Vollmer. Studiò estrazione mineraria presso l'Accademia Mineraria di Clausthal dal 1910 al 1919, interrotto dalla prima guerra mondiale, e dopo la laurea si specializzò in geologia e giacimenti minerari.
Nel 1921 conseguì il dottorato con la tesi "I minerali della provincia di Assia-Nassau", il secondo dottorato su argomenti mineralogici presso l'Accademia mineraria di Clausthal. Nei due anni successivi visitò come consulente l'Italia, l'Austria, la Jugoslavia e la Romania. Passando per il Venezuela giunse infine in Bolivia nel 1924, dove lavorò come geologo presso la “Mauricio Hochschild & Compania” (La Paz). Durante questo periodo visitò anche le terre del Perù e studiò i giacimenti di antimonio lì presenti (Puno, 1926).
Nel 1928 il Club Alpino Tedesco Austriaco affidò a Hans Pfann la guida della spedizione nella Cordillera Real in Bolivia. Il gruppo era composto da tre austriaci, Alfred Horeschowsky, Erwin Hein e Hugo Hörtnagl; la completavano Carl Troll di Monaco di Baviera e lo stesso Friedrich Ahlfeld. La spedizione aveva lo scopo di proseguire il lavoro di esplorazione già iniziato nella Cordillera Real anni prima sempre da alpinisti tedeschi; essa si estende dal monte Illimani al monte Illampu per una lunghezza di quasi 300 chilometri. Il loro obiettivo era la scalata della vetta principale della Cordillera Real, il possente Illampu di 6 600 m, considerata a quei tempi inscalabile. Il primo tentativo fu indirizzato alla scalata del Pico del Norte di 6 300 m circa che avvenne il 20 maggio, il secondo tentativo fu sulla cresta meridionale dell'Illampu il 28 maggio, con l'attraversamento della cresta nord-occidentale il 7 giugno, il Casiri, di 6 100 m il 19 giugno, e infine il Chearoco, di 6 200 m il 25 giugno. Un anno dopo viaggiò nella Rhodesia del Sud, nello Zimbabwe, nel Congo e in Tanzania in Africa e partecipò al congresso geologico internazionale a Pretoria. Tornato a Marburgo, tra il 1929 e il 1932 studiò mineralogia e ottenne un posto come docente di mineralogia, petrografia e geologia economica, che mantenne fino al 1934. Firmò la dichiarazione di fedeltà ad Adolf Hitler da parte dei professori delle università e degli istituti tedeschi nel novembre 1933 e fu membro delle Sturmabteilung (SA) dall'ottobre 1933 al settembre 1934. Durante questo periodo viaggiò ripetutamente in Sud America e investigò, tra gli altri luoghi, le miniere d'argento di Colquijirca vicino a Cerro de Pasco e il vulcano El Misti in Perù. Lavorò anche come consulente del governo russo a Tashkent e nelle sue pubblicazioni riportò dati sulla mineralogia e sui giacimenti del Turkmenistan e del Kazakistan.
Trascorse nuovamente gli anni dal 1935 al 1946 in Bolivia, inizialmente come capo del dipartimento di geologia presso l'autorità mineraria e petrolifera dello Stato. In seguito lavorò come geologo per il governo cinese, esplorando i giacimenti di stagno dell'Hunan e, in seguito, come geologo capo presso il Ministero delle miniere.
Fu poi nominato professore all'Accademia Mineraria Argentina di Jujuy, dove rimase fino al 1948. Nel 1955 tornò in Bolivia per supportare diverse organizzazioni come consulente geologico, tra cui le Nazioni Unite dal 1956 al 1960 e la Missione geologica tedesca dal 1959 al 1963. Fu anche professore di geologia e mineralogia all'Università di San Andreas (sempre dal 1956 al 1960) e, nel 1963, professore presso l'Istituto Tecnologico Boliviano di La Paz. Nel 1960 si recò per l'ultima volta in Germania e nel 1961 visitò anche la Svizzera.
Durante la sua permanenza in Bolivia, Ahlfeld diede molti importanti contributi alla mineralogia del paese, in particolare ai giacimenti di stagno e tungsteno. Nel corso delle sue ricerche scoprì tra l'altro il minerale ramdohrite nel 1929/30 e, insieme a Paul Ramdohr e Berndt, descrisse nel 1959 il minerale angelellite. Svolse anche un lavoro pionieristico nel campo del comportamento della cristallizzazione della cassiterite in funzione della temperatura.
Gli approfonditi studi regionali di Ahlfeld costituirono la base per la ricerca petrolifera e portarono alla scoperta di nuovi giacimenti petroliferi nei pressi di Santa Cruz nel 1950.